# El jardín de cemento
The Cement Garden, conocida en España como El jardín de cemento, es una película británica de drama estrenada en 1993. Dirigida por Andrew Birkin, su historia está basada en la novela homónima escrita por Ian McEwan en 1978. Fue seleccionada para competir en la cuadragésima tercera edición del Festival Internacional de Cine de Berlín, donde Birkin obtuvo el Oso de Plata a la mejor dirección.